# ATB
ATB, pe numele său real André Tanneberger (n. 26 februarie 1973, Freiberg, Saxonia, Germania) este un DJ german, muzician și producător de muzică trance, dance, chill out. Conform revistei de specialitate din lumea DJ-ilor, DJ Magazine, ATB se afla pe locul 11 în 2009 și 2010, iar în 2011 s-a poziționat pe locul 15 în același top, și pe locul 1 în topul celor mai buni DJ ai momentului conform "The DJ List".

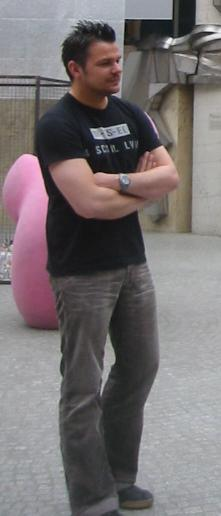
ATB în 2004

## Cariera muzicală
Tanneberger și-a început cariera muzicală la grupul de muzică dance Sequential One. A fost creierul grupului din 1993 până în 2002. În 1998, Tanneberger și-a început cariera solo sub numele ATB. Prima lui piesă a apărut sub numele de 9pm (Till I come) inclusă în albumul „Movin' Melodies” care s-a clasat pe primul loc în topurile din Marea Britanie în 1999. Melodia conține un riff de chitară care a devenit foarte popular. Acest sunet de chitară, care l-a găsit din întâmplare, a devenit marca înregistrată a afișării sale timpurii. ATB continuă să evolueze și să se schimbe cu fiecare album. Stilul lui curent include mai multe voci și sunete variate, cu multe note de pian. 
Lansează câteva discuri single în Marea Britanie, intitulate „Don't Stop!” și „Killer” dar și în țara sa natală, Germania și în alte părți ale Europei, unde a lansat hit-uri ca și „I don't wanna stop” și cover-ul „Olive's” 1996 , hit-ul „You're not alone”.
„Two Worlds” (realizat în 2000) a fost al doilea lui album. Este alcătuit din două CD-uri bazate pe mai multe stiluri de muzică pentru stări diferite. Titlurile celor două CD-uri sunt : „The world of movement” și „The relaxing world'”. Acest album conține două melodii cântate alături de „Heather Nova”: „Love will find you” și „Feel you like a river”. De asemenea melodia „Let you go” întâlnită pe albumul „The world of movemen a fost cântată alături de Roberta Carter Harrison din formația Canadiană de muzică pop „Wild Strawberries”.
Al treilea album, Dedicated, a fost realizat în 2002. Include două hit-uri „Hold you” și „You're not alone”. În 2003 ATB a realizat „Addicted to music”, care include de asemenea „I don't wanna stop” și „Long way home”. În același an, ATB a realizat primul său dvd - „Addicted to Music (DVD)”. Conține toate video-urile, poze și documentare. 
Hit-urile „Ecstasy” și „Marrakech” aflate pe albumul Addicted to Music (DVD) „No silence” (2004). Marrakech a fost inclus și în coloana sonoră a filmului Mindhunters. 
În 2005, ATB a realizat Seven Years, o compilație ce conține 20 de melodii, incluzând toate single-urile lui. „Seven Years” include 6 noi melodii, printre care '„Humanity” și în 2005 „Let you go” (prelucrare). Multe dintre recentele sale melodii o au ca solistă pe Robertei Carter Harison, membră a formației „Wild Strawberries”. 
Următorul său album, „Trilogy”, a fost realizat pe 4 mai 2007. Single-ul „Justify” a fost lansat pe compilația „The DJ 4 în the Mix”. Single-ul „Renegade” a fost realizat pe 12 aprilie 2007. A treia melodie de pe album a fost „Feel Alive”, realizat în iulie același an. 
Este căsătorit cu Anna Tanneberger, iar melodia A dream about you de pe albumul Trilogy, îi este dedicată. 
A concertat în România de mai multe ori: pe data de 14 iulie 2007 la Arenele Romane pentru promovarea albumului Triology, pe 15 iulie 2011 la clubul Kremlin din Bacău și pe 16 aprilie 2010 la clubul Kasho din Brașov. 
Al optulea album, „Future Memories”, a fost realizat pe 5 mai 2009. Single-ul „What about us” a fost deja lansat și promovat. 
Din 23 septembrie 2010, cea mai nouă melodie a lui ATB, „Could You Believe” a ajuns pe locul 7 în clasamentul US Billboard Dance/Club Play Songs.
Pe 8 martie 2011, ATB a anunțat numele noului album, Distant Earth. Pe 10 martie 2011 tot ATB a anunțat că acest album va fi lansat pe 29 aprilie 2011. Andre a pregătit ultimele detalii pentru lansarea noului său album Contact (al nouălea), care a fost promovat începând cu data de 24 ianuarie 2014.

## Discografie

### Albume
- 1999 : Movin' Melodies
- 2000 : Two Worlds
- 2002 : Dedicated
- 2003 : Addicted to Music
- 2004 : No Silence
- 2005 : Seven Years: 1998–2005
- 2007 : Triology
- 2009 : Future Memories
- 2011 : Distant Earth
- 2014 : Contact[12]

### Albume remix
- Distant Earth Remixed (2011)

### Mix-uri DJ
- 2003 : The DJ in the Mix
- 2004 : The DJ 2 in the Mix
- 2006 : The DJ 3 in the Mix
- 2007 : The DJ 4 in the Mix
- 2010 : The DJ 5 in the Mix
- 2010 : The DJ 6 in the Mix

### Compilații
- 1999 : Fresh Volume 3 (Disc 2)
- 1999 : Clubber's Guide To... Trance
- 1999 : Kontor – Top Of The Clubs Volume 03 (Disc 1)
- 1999 : Kontor – Top Of The Clubs Volume 04 (Disc 1)
- 2000 : G.R.O.O.V.E.
- 2000 : Trance Mix USA
- 2001 : Trance Nation America Two (Disc 1)
- 2002 : Kontor – Top Of The Clubs Volume 16 (Disc 1)
- 2010 : Sunset Beach DJ Session